# Svenska Superligan 2017/18
Die Svenska Superligan 2017/18 ist die 23. Austragung der Schwedischen Unihockeymeisterschaft.

## Meisterschaft

### Teilnehmer
| Mannschaften          | Stadt       |
| --------------------- | ----------- |
| AIK IBF               | Solna       |
| FC Helsingborg        | Helsingborg |
| Höllvikens IBF        | Höllviken   |
| IBF Falun             | Falun       |
| IBF Örebro            | Örebro      |
| IBK Dalen             | Umeå        |
| IK Sirius IBK         | Uppsala     |
| Jönköpings IK         | Jönköping   |
| Linköping IBK         | Linköping   |
| Mullsjö AIS           | Müllsjö     |
| Pixbo Wallenstam IBK  | Mölnlycke   |
| Storvreta IBK         | Storvreta   |
| Team Thorengruppen SK | Luleå       |
| Växjö IBK             | Växjö       |

### Tabelle
| Pl. | Mannschaft            | Sp | S  | O (SD) | V  | T   | T   | TD  | P  |
| --- | --------------------- | -- | -- | ------ | -- | --- | --- | --- | -- |
| 1.  | Storvreta IBK         | 32 | 22 | 7 (4)  | 3  | 249 | 148 | 101 | 77 |
| 2.  | IBF Falun (M) (C)     | 32 | 21 | 6 (5)  | 5  | 222 | 143 | 79  | 74 |
| 3.  | Pixbo Wallenstam IBK  | 32 | 16 | 7 (5)  | 9  | 188 | 160 | 28  | 60 |
| 4.  | Linköping IBK         | 32 | 18 | 2 (1)  | 12 | 190 | 152 | 38  | 57 |
| 5.  | Mullsjö AIS           | 32 | 16 | 5 (4)  | 11 | 197 | 174 | 23  | 57 |
| 6.  | Växjö IBK             | 32 | 18 | 1 (1)  | 13 | 174 | 155 | 19  | 56 |
| 7.  | FC Helsingborg        | 32 | 13 | 7 (2)  | 12 | 158 | 176 | −18 | 48 |
| 8.  | IBK Dalen             | 32 | 11 | 9 (3)  | 12 | 138 | 154 | −16 | 45 |
| 9.  | IK Sirius IBK         | 32 | 11 | 7 (4)  | 14 | 153 | 169 | −16 | 44 |
| 10. | Jönköpings IK (N)     | 32 | 11 | 7 (4)  | 14 | 155 | 181 | −26 | 44 |
| 11. | Höllvikens IBF        | 32 | 9  | 5 (1)  | 18 | 157 | 199 | −42 | 33 |
| 12. | IBF Örebro (N)        | 32 | 8  | 5 (2)  | 19 | 144 | 205 | −61 | 31 |
| 13. | AIK IBF               | 32 | 7  | 3 (1)  | 22 | 150 | 198 | −48 | 25 |
| 14. | Team Thorengruppen SK | 32 | 5  | 5 (1)  | 22 | 153 | 214 | −61 | 21 |

| Legende                    |
| -------------------------- |
| Teilnahme an den Play-Offs |
| Abstieg in die Allsvenskan |
| (M) Titelverteidiger       |
| (P) Pokalsieger            |
| (C) Champions-Cup-Sieger   |
| (N) Aufsteiger             |

### Playoffs
Das Playoff-Viertel- sowie Halbfinal werden im Modus Best-of-Seven ausgetragen. Der Playoff-Final wird als Superfinal im Ericsson Globe in Stockholm ausgetragen.

#### Viertelfinal
Die ersten vier Mannschaften der regulären Saison können sich den ersten Playoff-Gegner aus den Rängen fünf bis acht auswählen. Es wählt jeweils der 1. der regulären Saison und anschließend der 2. aus den verbleibenden Mannschaften. Somit ziehen  Strovreta IBK, IBF Falun, Mullsjö AIS und Linköping IBK in den Halbfinal ein.
|                      |   |                | Serie | 1    | 2    | 3         | 4   | 5         | 6 | 7 |
| -------------------- | - | -------------- | ----- | ---- | ---- | --------- | --- | --------- | - | - |
| Storvreta IBK        | – | FC Helsingborg | 4:0   | 10:5 | 4:3  | 5:4 n. V. | 8:4 | –         | – | – |
| IBF Falun            | – | IBK Dalen      | 4:0   | 6:4  | 7:6  | 9:8       | 6:1 | –         | – | – |
| Pixbo Wallenstam IBK | – | Mullsjö AIS    | 1:4   | 3:1  | 2:8  | 3:11      | 3:9 | 7:8 n. V. | – | – |
| Linköping IBK        | – | Växjö IBK      | 4:1   | 6:3  | 6:13 | 5:4       | 8:4 | 9:1       | – | – |

#### Halbfinal
|               |   |               | Serie | 1         | 2   | 3    | 4         | 5    | 6   | 7 |
| ------------- | - | ------------- | ----- | --------- | --- | ---- | --------- | ---- | --- | - |
| IBF Falun     | – | Linköping IBK | 4:1   | 5:9       | 6:2 | 6:3  | 5:4       | 12:2 | –   | – |
| Storvreta IBK | – | Mullsjö AIS   | 4:2   | 7:8 n. V. | 9:8 | 10:7 | 6:7 n. V. | 9:6  | 8:2 | – |

#### Superfinal
Das Finalspiel der SSL wird als Superfinal ausgetragen.
| 21. April 2018 15:15 Uhr |  | Storvreta IBK Filip Stenmark (8.), Jimmie Pettersson (9.), Fredrik Lindholm (34.), Valdemar Ahlroth (37.), Albin Sjögren (59.), Alexander Rudd (60.) | 6:2 (2:1, 2:1, 2:0) Spielbericht | IBF Falun Thomas Holmgren (18.), Rasmus Enström (28.) | Ericsson Globe, Stockholm Zuschauer: 13590 |